# Пианхи
Пианхи (Piankhi) или Пи (Piye) е нубийски фараон от кушитската Двадесет и пета династия на Древен Египет през Трети преходен период на Древен Египет. Управлява Нубия през 753/2 – 722/1 г. пр.н.е. и е официално признат за фараон на Египет от 728 г. пр.н.е.

## Произход и управление
Вероятно е син на кушитския цар Кашта, който управлява Нубийското царство в дн. Северен Судан.
Пианхи постига значително разширение на земите си в Горен Египет. Нубийските владетели успешно използвали политическата слабост и раздробеност на Египет, за да разширят владенията си на север по река Нил и да започнат да се титлуват като фараони.
В периода между 730 и 725 г. пр.н.е. Пианхи провежда успешени военни действия и начело на нубийската си армия превзема Тива и Мемфис. Така той простира властта си от Нубия в Египет и дори за известен период достига до Делтата на Нил. Управлява паралелно с 22-рата династия и 24-та династия в Долен Египет, чиито фараони признават Пианхи също за фараон. В чест на победата Пианхи разширил владетелския храм на Амон в Джебел Баркал и там издигнал стела по случай своята победа.
Наследен е от Шабака.